# Симулятор поезда

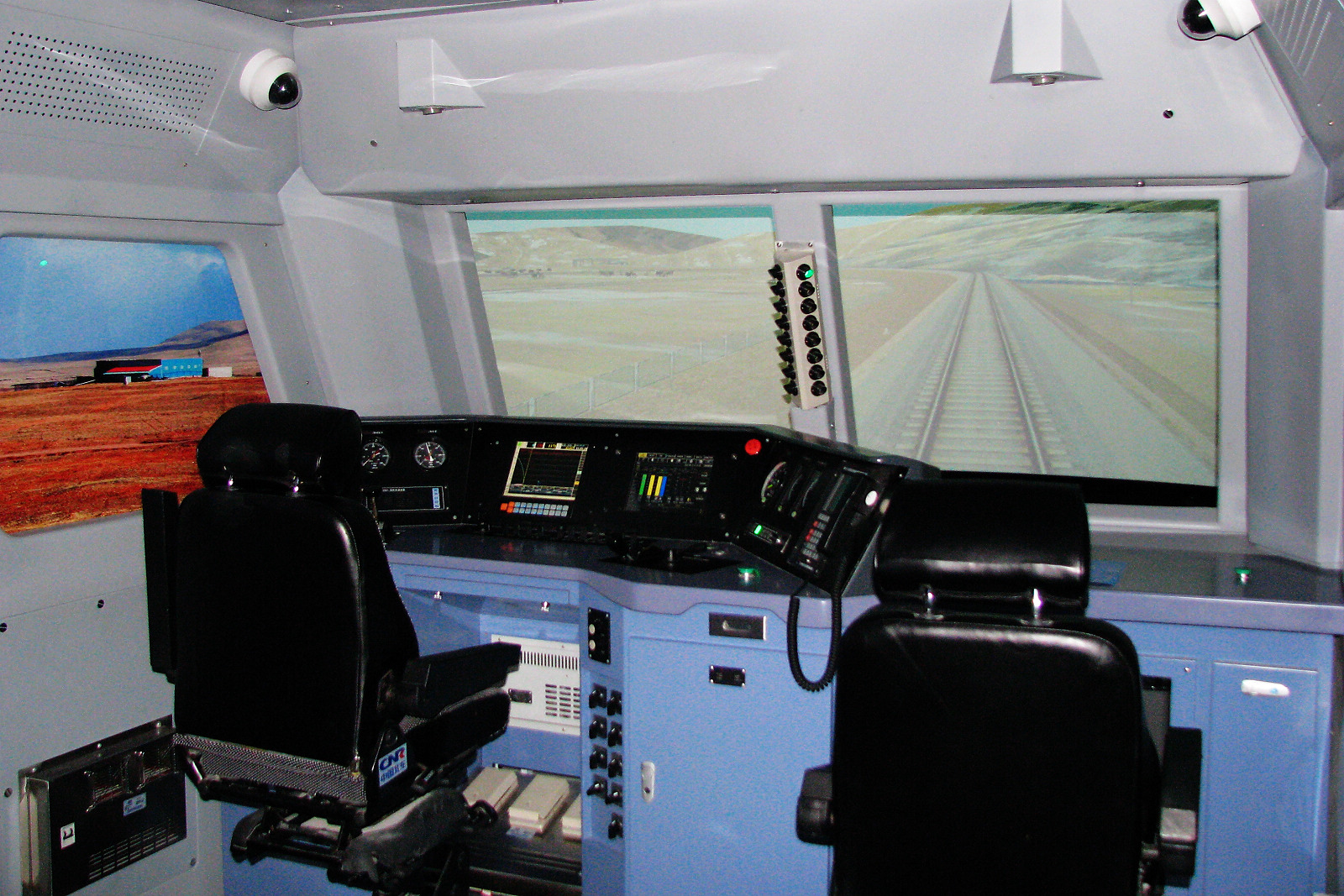
Симулятор вождения локомотива электровоза Китайских железных дорог HXD3B производства CNR Далянь и Цзяотунского Юго-западного университета.

Симулятор поезда (также симулятор железной дороги или железнодорожный симулятор) является компьютерным моделированием операций железнодорожного транспорта. Как правило, это большие сложные программные пакеты, моделирующие мир 3D виртуальная реальность, реализованные как в качестве коммерческих тренажёров, так и в виде потребительского программного обеспечения компьютерная игра с игровыми режимами, которые позволяют пользователю взаимодействовать, шагая внутрь виртуального мира. Из-за моделирования ближнего обзора, часто на высокой скорости, программное обеспечение симулятора поезда, как правило, намного сложнее и труднее в написании и реализации, чем программы авиасимулятора.

## Симуляция промышленных поездов

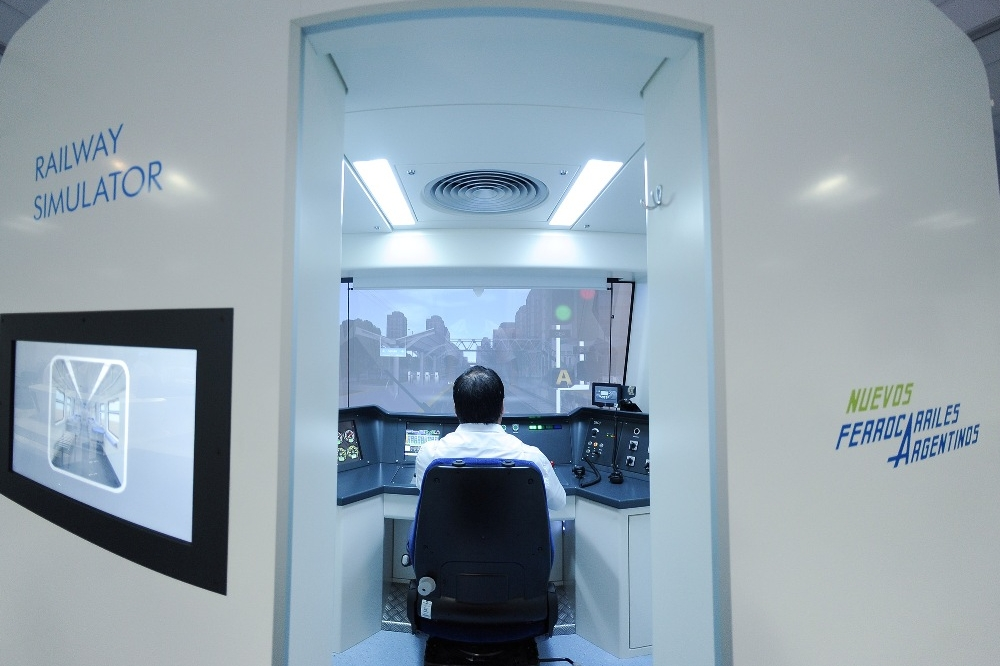
Железнодорожный симулятор Аргентинских железных дорог.

Подобно авиасимуляторам, симуляторы поездов были произведены для целей обучения железнодорожников. К симуляторам водителей относятся тренажёры, производимые:
- FAAC (учебное подразделение Arotech Corporation[англ.]) в США[1].
- Онгакукан в Японии[2].
- EADS в Германии[3].
- Bentley Systems в Великобритании[4].
- Решения для моделирования и обучения спускаемого аппарата, Испания[5].
- Transurb Симуляция в Бельгии .
- CORYS Французская компания с офисами в Гренобле (Франция) и Джэксонвилле (штат Флорида, США).
- Krauss-Maffei Wegmann GmbH & Co KG (KMW) http://www.kmweg.de/ Немецкая компания, базирующаяся в Мюнхене.
- Октал Сидак в Австралии, Франции, Индии и Великобритании.
- SMART Симуляторс — часть группы Неокон Балтия из Литвы с офисами в Великобритании и России.
- New York Air Brake[англ.], американская компания, базирующаяся в Уотертауне (штат Нью-Йорк, США)[6].
- PS Технолоджи — американская компания, базирующаяся в Боулдере (штат Колорадо, США)[7].

Симуляторы для обучения сигнализаторов были разработаны компанией Funkwerk в Германии. Компанией железнодорожного проектирования (англ. The Railway Engineering Company, сокращённо TRE) в Великобритании, Железнодорожной технологией OpenTrack в Швейцарии и PS Технолоджи в США.

## Симуляция пассажирского поезда
Есть две широкие категории видеоигр-симуляторов поездов: симуляция вождения и симуляция стратегии.

### Симуляция вождения
Игры-симуляторы вождения поезда обычно позволяют пользователю "видеть водителя" из кабины локомотива и управлять реалистичными элементами управления кабиной, такими как дроссельная заслонка, тормозной клапан, песок, гудок (свисток), огни и т. д.
Программное обеспечение для симуляции вождения поездов включает в себя:
- BVE Trainsim (первоначально Boso View Express[15][16][17]) — японский трёхмерный компьютерный симулятор поезда[17]. Он примечателен тем, что сосредоточен на обеспечении точного ощущения от вождения[17][18][19], если смотреть изнутри кабины, а не на создании сети других поездов — нет никаких внешних видов, водители могут смотреть только прямо вперёд, а другие поезда, проходящие по маршруту, отображаются только как стационарные объекты[17][20][21].
- Densha de Go! — серия игр-симуляторов японского поезда, основанная на вождении, разработанная корпорацией Taito.
- Diesel Railcar Simulator — симулятор поезда, основанный на британской Diesel Mechanical Railcars.
- Microsoft Train Simulator (MSTS) — симулятор с ограниченным построением маршрута и сложными возможностями расширения.
  - Open Rails — бесплатный симулятор с открытым исходным кодом, обратно совместимый с содержимым Microsoft Train Simulator.
- Rail Simulator — ещё один широко расширяемый и ориентированный на пользователя симулятор с интуитивно понятными режимами вождения и инструментами редактирования. Основное внимание уделяется управлению поездом из кабины при выполнении ряда заранее определённых задач. Дополнительные режимы позволяют различать уровни управления и взаимодействия. Создан компанией, создавшей оригинальное программное обеспечение Microsoft Train Simulator, и опубликован корпорацией Electronic Arts.
  - Train Simulator (первоначально RailWorks) — преемник Rail Simulator, программное обеспечение было выкуплено руководством. Программное обеспечение, работающее как Rail Simulator Developments Ltd, было переименовано, улучшено и адаптировано для распределительной онлайн-системы Steam. Расширяя возможности исходной версии, RailWorks продолжила разработку концепции дополнений для загружаемого контента (DLC), предоставляющих пользователям дополнительные дополнительные покупки. Хотя большая часть DLC продается как платное ПО через Steam, многие разработчики Microsoft Train Simulator также предоставляют маршруты, поезда и сценарии в качестве бесплатного и платного ПО. Программное обеспечение вошло в своё текущее воплощение в 2012 году, когда компания, стоящая за его разработкой, переименовалась в Dovetail Games и провела симулятор через аналогичную программу обновления. Коробочные версии, продолжающие продаваться в основном через Steam, выпускаются ежегодно каждый сентябрь, увеличивая название (TS2013/TS2014/TS2015). Каждый годовой выпуск включает в себя ряд глобальных улучшений, которые бесплатно распространяются среди всех пользователей, а также ряд доступных для покупки маршрутов и поездов, в которых новые функции используются в качестве демонстрации для потенциальных клиентов.
- Run8 V2 — симулятор поезда, в основном многопользовательский, ориентированный на реалистичные грузовые операции в Северной Америке.
- Train Simulator series (также известная как Railfan) - японская серия игр-симуляторов поезда, созданная фирмой Ongakukan.
- Train Sim World — серия игр-симуляторов поезда, разработанная фирмой Dovetail Games.
- Trainz — широко расширяемый и расширяемый пользователем (скриптами) симулятор с интуитивно понятным GUI для симуляции мира и средствами создания ресурсов, обширным бесплатным программным обеспечением, библиотека с более чем 250 000 ресурсов, а также внимание к физике поезда. Симулятор предлагает 4 режима просмотра, а для начинающих водителей или изучения маршрута - режим управления, аналогичный режиму H.O. (масштабная модель поезда).

Игра для ПК 3D Ultra Lionel Traintown среди некоторых других даёт новый опыт вождения, будучи в перспективе всеведущим от третьего лица, управляя поездами с высоты птичьего полёта.
Периферийные устройства, специально разработанные для использования с симуляторами вождения, включают RailDriver американского производителя P.I. Engineering. RailDriver — это программируемый настольный контроллер кабины с дроссельной заслонкой, тормозным рычагом и переключателями, предназначенный для работы с Trainz, TrainMaster, Train Sim World, Microsoft Train Simulator и Rail Simulator.

### Симуляция стратегии
Стратегические видеоигры-симуляторы на тему железных дорог в основном сосредоточены в экономической части железнодорожной отрасли, а не в технических деталях. Серия A-Train (с 1985 года по настоящее время) является ранним примером. Игра Криса Сойера Transport Tycoon (1994 год) была влиятельной игрой в этом жанре, порождающие ремейки, такие как Simutrans (с 1999 года по настоящее время), OpenTTD (с 2004 года по настоящее время) и собственный Locomotion (2004 год). Сид Мейер разработал две модели железной дороги: Railroad Tycoon (1990) и Railroads! 
(2006). Сама серия Railroad Tycoon вдохновила другие рельсовые игры, такие как Rails Across America (2001).

### Другие жанры
В некоторых играх-симуляторах железнодорожного транспорта основное внимание уделяется железнодорожной сигнализации, а не экономике. Примеры включают The Train Game (1983), SimSig и Train Dispatcher:
JBSS BAHN (shareware) фокусируется на моделировании сложной планировки железной дороги.
PC-Rail Software имеет около 90 различных симуляций сигнализации, в основном на территории Великобритании.

## История
Симуляторы поездов популярны в Японии, где железнодорожный транспорт является основным видом передвижения для большинства граждан. 
Видеоигры о поездах разрабатывались в Японии с начала 1980-х годов, а аркадная игра в жанре экшн Super Locomotive (1982) от компании Sega была ранним примером, еще до появления более реалистичных поездов. появились симуляторы, такие как Train Simulator series (дебют 1995 года) и серия Densha de Go от Taito (дебют 1996 года), а также обучение бизнес-симуляторам, таким как серия A-Train (дебют 1985 года).
Одним из первых коммерчески доступных симуляторов поездов был Southern Belle, выпущенный в 1985 году. Игра имитировала путешествие Southern Belle парового пассажирского поезда из лондонского вокзала Виктория в Брайтон, в то же время игрок должен соблюдать ограничения скорости, не ехать слишком быстро на поворотах и придерживаться расписания. За ним последовала Evening Star в 1987 году.
В то время как коммерческие симуляторы на мини-компьютерных системах имели более долгую историю, первые два массовых английских компьютерных игровых железнодорожных симулятора (Microsoft Train Simulator и Trainz) появились в течение нескольких месяцев в 2001 году и смогли работать на системах, базирующихся на микропроцессоре Intel 80386.
До этого, уже в 1996 году, для широкой публики была доступна бесплатная BVE. Позже Open BVE, бесплатный проект с открытым исходным кодом, был разработан и переписан с нуля.
Некоторые из них, такие как выпуск для широкого рынка, Microsoft Train Simulator (MSTS), написаны и смоделированы для пользователей, которые в основном заинтересованы в вождении. Другие, такие как главный конкурент MSTS, Trainz, изначально были нацелены в первую очередь на энтузиастов железных дорог-любительские рынки, поддерживающие функции, позволяющие построить виртуальную железную дорогу своей мечты. Соответственно, в течение четырёх лет выпуски Trainz включали в себя бесплатную копию программного обеспечения для построения цифровых моделей Gmax на каждом компакт-диске, размещали веб-сайт обмена активами (Trainz Exchange, позже Trainz Download Station), поощряли участие пользователей и диалог с активным форумом, а также прилагали все усилия для публикации подробных руководств и спецификаций по моделированию в своих выпусках.
Несколько других более поздних претендентов, а также Trainz (с серией обновлений) вскоре так или иначе совпали или затмили опыт вождения MSTS. Railsim, на самом деле преемник, использующий игровой движок MSTS, поднял проблему стареющего MSTS, добавив значительно улучшенную графику, Trainz тоже сделал это, но также добавил интерактивные отрасли и функции динамического вождения, такие как загрузка продукта и разгрузка, чувствительное к нагрузке физическое моделирование, влияющее на вождение и работу, а также изменения пользовательского интерфейса для улучшения взаимодействия с пользователем (UX), такие как режим свободной камеры, позволяющий перемещаться вдали от вагонов поезда, свободно и в стороне от поезда, которым управляют, в то же время контролируя это. Последнее имеет особый смысл, учитывая нехватку помощника на рации при управлении поездом во время операций сцепления или других задач, связанных с положением, таких как погрузка и разгрузка. Railsim и пара других пришли и прекратили свое существование, а Railsim был реорганизован в Симулятор рельсов с компанией-разработчиком программного обеспечения, которая написала MSTS в качестве своего ядра, в то время как MSTS устарела. и никогда не обновлялась, как когда-то начала и объявила Microsoft. За последние несколько лет Симулятор рельсов изменил свое название на Симулятор поезда.
По мере того, как мировой рынок пошатнулся, австралийский Trainz в 2014-2015 годах обновился, добавив Trainz: A New Era, по-прежнему обслуживая более широкую компанию по построению маршрутов и управляющих рынков, но теперь они соответствуют 64-битным вычислениям и проектированию Train Simulator. За тот же пятилетний период симуляторы поездов переместились на платформу мобильных телефонов и компьютеров.